# 蒂耶尔
蒂耶尔（法語：Thiers，發音：[tjɛʁ] ⓘ），法国中南部城市，奥弗涅-罗讷-阿尔卑斯大区多姆山省的一个市镇，同时也是该省的一个副省会，下辖蒂耶尔区，其市镇面积为44.49平方公里，2022年1月1日时人口数量为11,686人，在法国市镇中排名第831位。
蒂耶尔位于多姆山省东部，福雷山与利马涅平原的交界处，其中老城位于东部一处地形复杂的山麓上，而现代开发区则位于地势相对平坦的西部。蒂耶尔建城于中世纪，历史上长期为一处领主的领地；近代蒂耶尔因刀具工业而闻名，其产品销往欧洲多个国家，被称为“法国刀具之都”，所处的迪罗勒河也被称为“工厂河谷”；现代蒂耶尔是一座区域性的工商业城市，通过高速公路和铁路连接首府克莱蒙费朗，同时也因当地的“山城”景观及多处工业历史遗迹而成为区域性的旅游城市。

## 地名

### 中文译名
《外国地名译名手册（中型本）》、《世界地名翻译大辞典》和《世界地名译名词典》均将译作梯也尔，但事实上该译名在一般环境下多指代法国政治家阿道夫·梯也尔。

## 历史

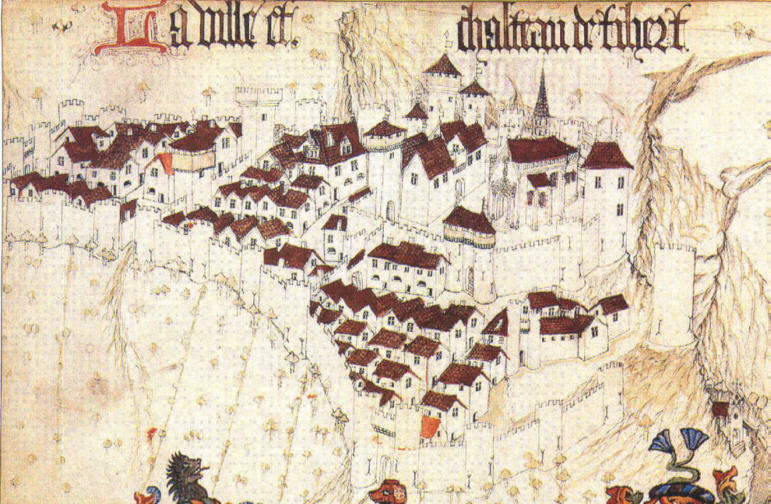
1450年的蒂耶尔

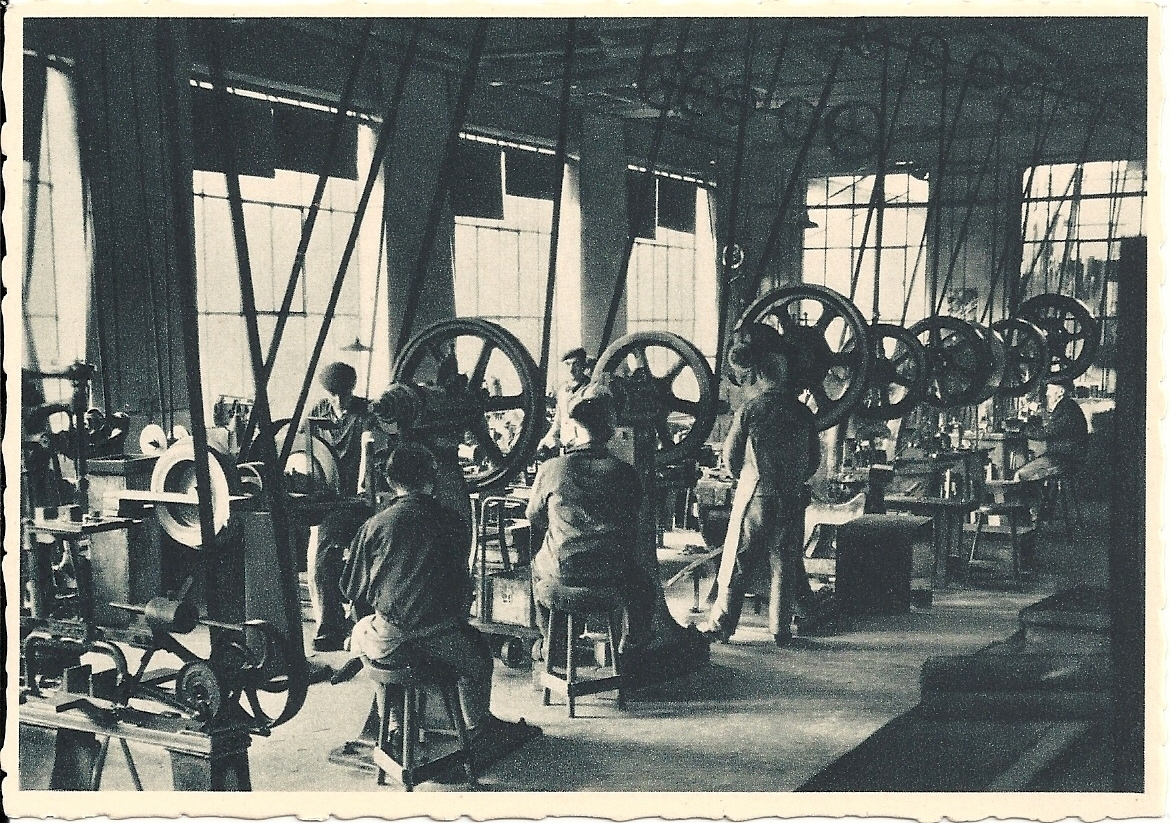
20世纪初蒂耶尔的机械化刀具工厂

蒂耶尔附近区域在高卢时期就已出现人类活动；罗马人入侵后，一条连接桑特和里昂的道路由此通过。而“蒂耶尔”作为城镇则最初被记录于都爾的額我略的文献中，根据其描述，该地于公元532年被法兰克将军提乌德里克一世烧毁。中世纪初期，蒂耶尔逐渐恢复发展，因地形所限，当地的居民建筑主要集中于迪罗勒河谷之中。公元10世纪，蒂耶尔的领主获得男爵爵位，蒂耶尔也逐渐成为了一个区域性的中心城市。公元11世纪，克吕尼修道院长在蒂耶尔修建了穆捷修道院，这使得蒂耶尔获得了一定的宗教影响力。公元13世纪末，蒂耶尔遭遇财政危机，当地领主通过转让通行权来获得一定的财富，而与蒂耶尔相邻的福雷伯爵则意图兼并蒂耶尔，但遭到了法兰西国王腓力四世的反对。与此同时，蒂耶尔附近出现了一批刃具作坊，相关手工业逐渐扩大发展。至15世纪，蒂耶尔附近已出现了利用迪罗勒河的落差而修建的水碓，而铸铁许使用的煤炭也从奥弗涅的多个煤窑（主要来自圣埃卢瓦莱米讷和布拉萨克莱米讷）出产运至此地。宗教战争期间，一些新教徒曾躲避于蒂耶尔。法国大革命后，蒂耶尔成为多姆山省的一个市镇，并成为该省的一个地区行署，1800年后成为副省会。工业革命期间，连接克莱蒙费朗和圣艾蒂安的铁路由此通过，蒂耶尔刀具得以规模化生产，蒂耶尔也由此成为重要的工业城市，其所在的迪罗勒河被称为“工厂河谷”。第二次世界大战期间，蒂耶尔被维希法国控制，最终于1944年8月25日被法国义勇军解放。二战后的黄金三十年期间，蒂耶尔刀具工业曾再度扩张，但20世纪70年代以后，受到能源危机和国际竞争的影响，蒂耶尔刀具工业大幅度萎缩，其中当地的标志性刀具企业勒迈广场于1980年破产倒闭，工业的衰退也导致当地人口数量的逐年下降，直至21世纪10年代才有所缓和。

## 地理

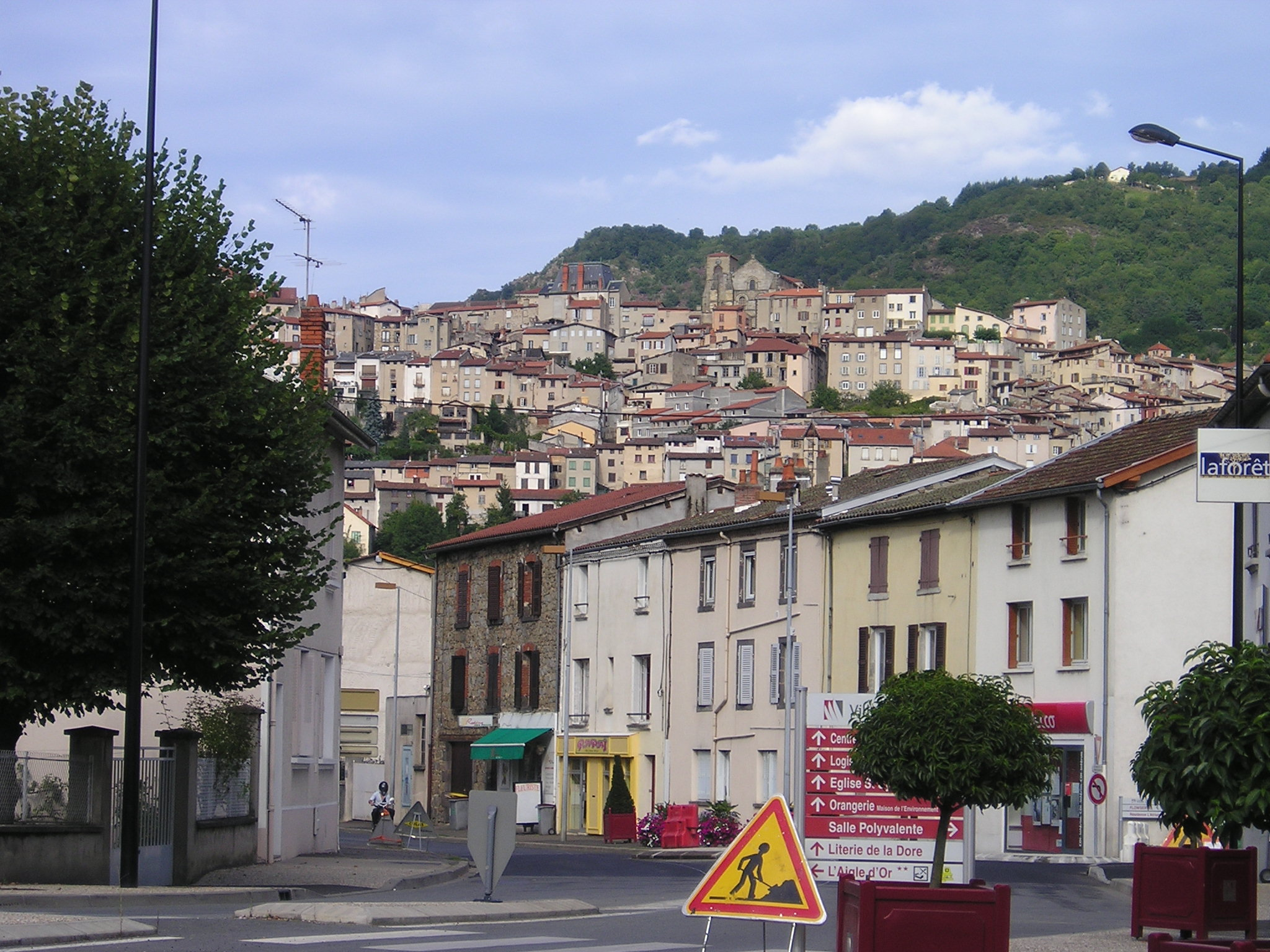
眺望蒂耶尔老城

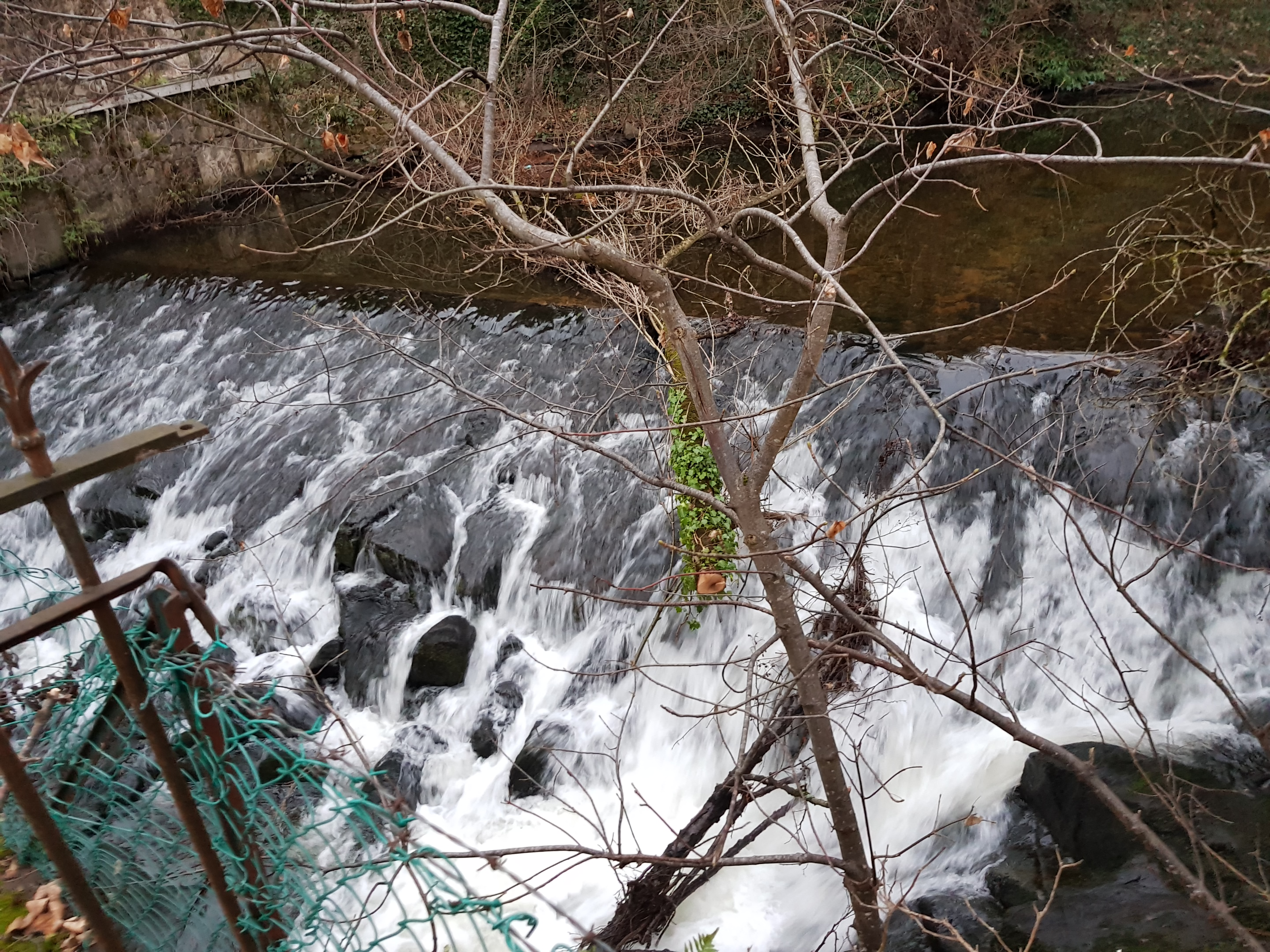
迪罗勒河

蒂耶尔位于法国中南部，奥弗涅-罗讷-阿尔卑斯大区西部和多姆山省东北部，距离省会克莱蒙费朗大约40公里。与蒂耶尔接壤的市镇包括：维琪、迪罗勒河畔塞勒、多拉、埃斯库图、拉莫讷里勒蒙泰勒、奥尔莱阿、帕利耶尔、佩沙杜瓦尔、迪罗勒河畔圣雷米。

### 地形
蒂耶尔位于福雷山西麓，境内东高西低，其中西侧为缓丘，属于利马涅平原；而市区及东侧则为山地，部分区域沟壑纵横，全境海拔在283到793米之间。

### 水文
迪罗勒河自东向西流经境内，并在市区西侧注入多尔河，属于卢瓦尔河流域。市区西北部的多尔河岸被开发为蒂耶尔河岸公园，是当地重要的休闲游乐设施。

### 植被
蒂耶尔属于温带落叶林区，林地广泛分布于河流两岸及市区东部的丘陵地区。
在鲜花城市的评比中，蒂耶尔被评为2星级鲜花城市。

### 气候
蒂耶尔在柯本气候分类法中属于温带海洋性气候，但因其地形相对封闭，且部分区域海拔较高，故又呈现出一定的山地特征；同时，因其地形原因（处于迎风坡），当地的降水量明显多于同气候带的平原地区。
距离蒂耶尔最近的气象站位于迪罗勒河畔塞勒境内，以下为该气象站的数据（其中日照数据取自克莱蒙费朗）：
| 迪罗勒河畔塞勒1981年－2019年 | 迪罗勒河畔塞勒1981年－2019年 | 迪罗勒河畔塞勒1981年－2019年 | 迪罗勒河畔塞勒1981年－2019年 | 迪罗勒河畔塞勒1981年－2019年 | 迪罗勒河畔塞勒1981年－2019年 | 迪罗勒河畔塞勒1981年－2019年 | 迪罗勒河畔塞勒1981年－2019年 | 迪罗勒河畔塞勒1981年－2019年 | 迪罗勒河畔塞勒1981年－2019年 | 迪罗勒河畔塞勒1981年－2019年 | 迪罗勒河畔塞勒1981年－2019年 | 迪罗勒河畔塞勒1981年－2019年 | 迪罗勒河畔塞勒1981年－2019年 |
| 月份                         | 1月                          | 2月                          | 3月                          | 4月                          | 5月                          | 6月                          | 7月                          | 8月                          | 9月                          | 10月                         | 11月                         | 12月                         | 全年                         |
| ---------------------------- | ---------------------------- | ---------------------------- | ---------------------------- | ---------------------------- | ---------------------------- | ---------------------------- | ---------------------------- | ---------------------------- | ---------------------------- | ---------------------------- | ---------------------------- | ---------------------------- | ---------------------------- |
| 历史最高温 °C（°F）          | 20 (68)                      | 21.7 (71.1)                  | 25.2 (77.4)                  | 28.6 (83.5)                  | 31.8 (89.2)                  | 37.3 (99.1)                  | 37.3 (99.1)                  | 38.5 (101.3)                 | 32.4 (90.3)                  | 28.4 (83.1)                  | 25.2 (77.4)                  | 18.5 (65.3)                  | 38.5 (101.3)                 |
| 平均高温 °C（°F）            | 5.9 (42.6)                   | 7 (45)                       | 11 (52)                      | 14.8 (58.6)                  | 18.9 (66.0)                  | 23.5 (74.3)                  | 24.8 (76.6)                  | 24.2 (75.6)                  | 20.2 (68.4)                  | 16.4 (61.5)                  | 9.5 (49.1)                   | 5.7 (42.3)                   | 15.2 (59.4)                  |
| 日均气温 °C（°F）            | 2.2 (36.0)                   | 2.8 (37.0)                   | 6 (43)                       | 9.2 (48.6)                   | 13.1 (55.6)                  | 17 (63)                      | 18.2 (64.8)                  | 17.8 (64.0)                  | 14.2 (57.6)                  | 11.4 (52.5)                  | 5.8 (42.4)                   | 2.3 (36.1)                   | 10 (50)                      |
| 平均低温 °C（°F）            | −1.5 (29.3)                  | −1.3 (29.7)                  | 0.9 (33.6)                   | 3.6 (38.5)                   | 7.3 (45.1)                   | 10.5 (50.9)                  | 11.7 (53.1)                  | 11.4 (52.5)                  | 8.1 (46.6)                   | 6.4 (43.5)                   | 2.1 (35.8)                   | −1.1 (30.0)                  | 4.8 (40.6)                   |
| 历史最低温 °C（°F）          | −15.4 (4.3)                  | −19.2 (−2.6)                 | −20.4 (−4.7)                 | −7.4 (18.7)                  | −2.9 (26.8)                  | 0.5 (32.9)                   | 2.6 (36.7)                   | 3.8 (38.8)                   | −1.2 (29.8)                  | −7.4 (18.7)                  | −11.5 (11.3)                 | −15.7 (3.7)                  | −20.4 (−4.7)                 |
| 平均降水量 mm（）            | 97.3 (3.83)                  | 77.9 (3.07)                  | 93.6 (3.69)                  | 103.3 (4.07)                 | 108.6 (4.28)                 | 90.6 (3.57)                  | 106.5 (4.19)                 | 123.1 (4.85)                 | 92.4 (3.64)                  | 114.1 (4.49)                 | 127 (5.0)                    | 97.1 (3.82)                  | 1,231.5 (48.48)              |
| 月均日照時數                 | 88.9                         | 108.4                        | 161.4                        | 173.5                        | 197.9                        | 225.2                        | 249.2                        | 234.8                        | 185.4                        | 135.1                        | 84                           | 69.2                         | 1,913                        |
| 来源：infoclimat.fr          |                              |                              |                              |                              |                              |                              |                              |                              |                              |                              |                              |                              |                              |

## 行政区划
蒂耶尔是法国奥弗涅-罗讷-阿尔卑斯大区多姆山省的一个市镇，编号为63430，它也是多姆山省的一个副省会。蒂耶尔下辖蒂耶尔区，隶属于多姆山省第五选区，管理蒂耶尔县，同时也是蒂耶尔市镇公共社区的办公驻地。
法国国家统计与经济研究所（简称）在进行数据统计时，将蒂耶尔及相邻佩沙杜瓦尔一同设为蒂耶尔城市核心区，并将包括核心区在内的周边共7个市镇划为蒂耶尔城市区。自2020年起，蒂耶尔城市区被包含19个市镇的蒂耶尔城市辐射区代替。同时，还将蒂耶尔市镇分为了7个“块区”（IRIS），以便于统计人口分布情况。

## 交通

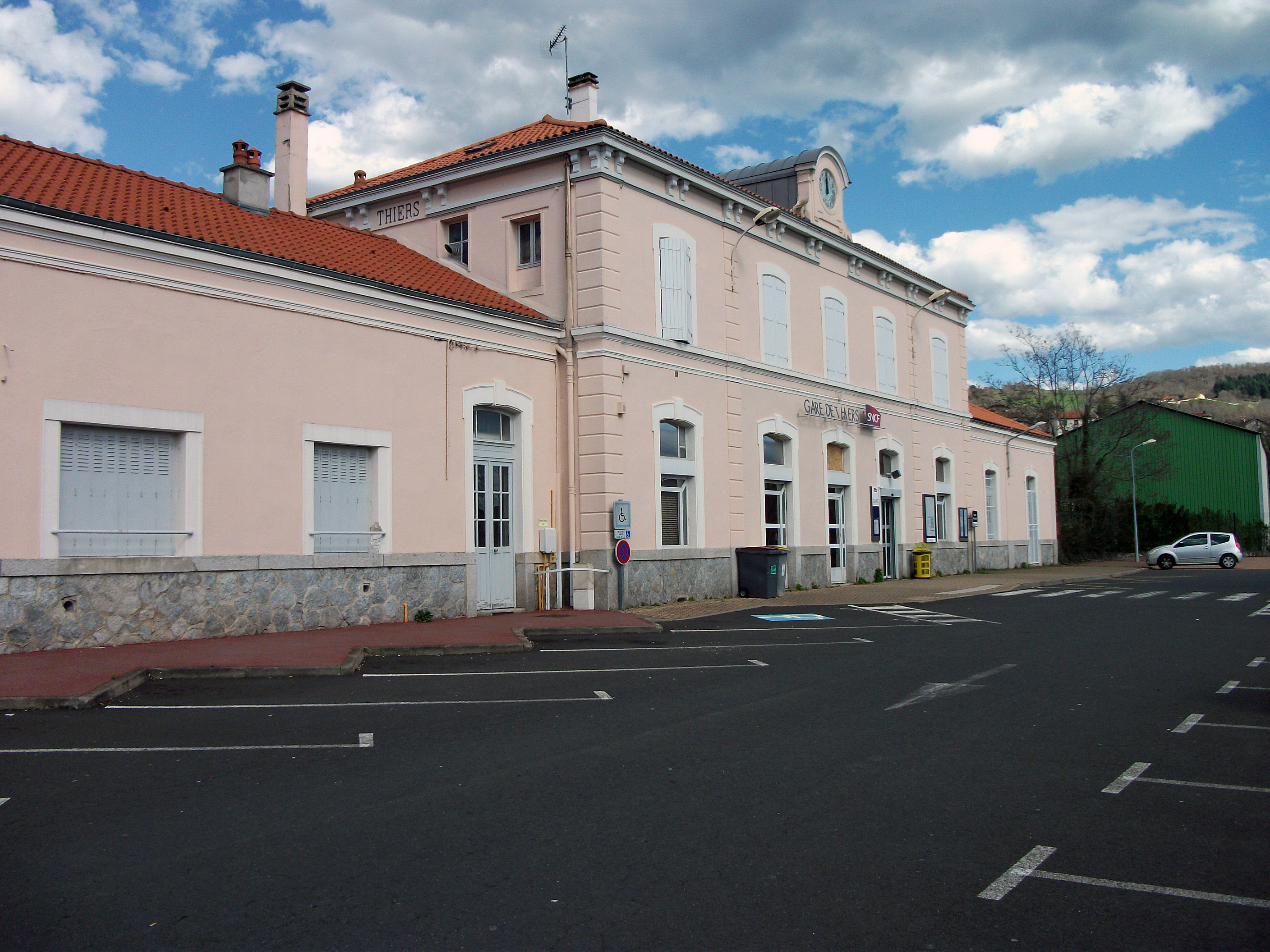
蒂耶尔火车站的主站房

### 公路
A89高速公路经过蒂耶尔市区北部，通过29号出入口与市区连接。此外多条多姆山省省道在蒂耶尔境内交汇，奥弗涅-罗讷-阿尔卑斯大区下属的城际客运提供巴士线路，可前往克莱蒙费朗、昂贝尔、维希、蒙布里松以及圣艾蒂安。
2017年，59.4%的蒂耶尔家庭拥有至少一辆的私人汽车。2019年，蒂耶尔境内共发生各类交通事故6起，造成7人受伤。

### 铁路
蒂耶尔位于克莱蒙费朗－卢瓦尔河畔圣瑞斯特铁路上，该铁路历史上为法国中部重要的东西铁路干线，但随着与之平行高速公路的建成而逐渐荒废，其中蒂耶尔以东的部分路段已于2016年6月关闭。蒂耶尔站位于市区东北部，停靠往返于克莱蒙费朗和蒂耶尔一线的区域列车。

### 航空
距离蒂耶尔最近的民用航空站为克莱蒙费朗建成，距离蒂耶尔市中心的公路里程约38公里。

### 城市公共交通
蒂耶尔城市公共交通（商业名称为，2020年以前为“TUT”）是当地的城市公共交通系统，由凯奥雷斯负责运营。截至2021年3月，该系统共包括6条公交线路，路网覆盖了蒂耶尔市区内的主要街道和居民区。

## 政治

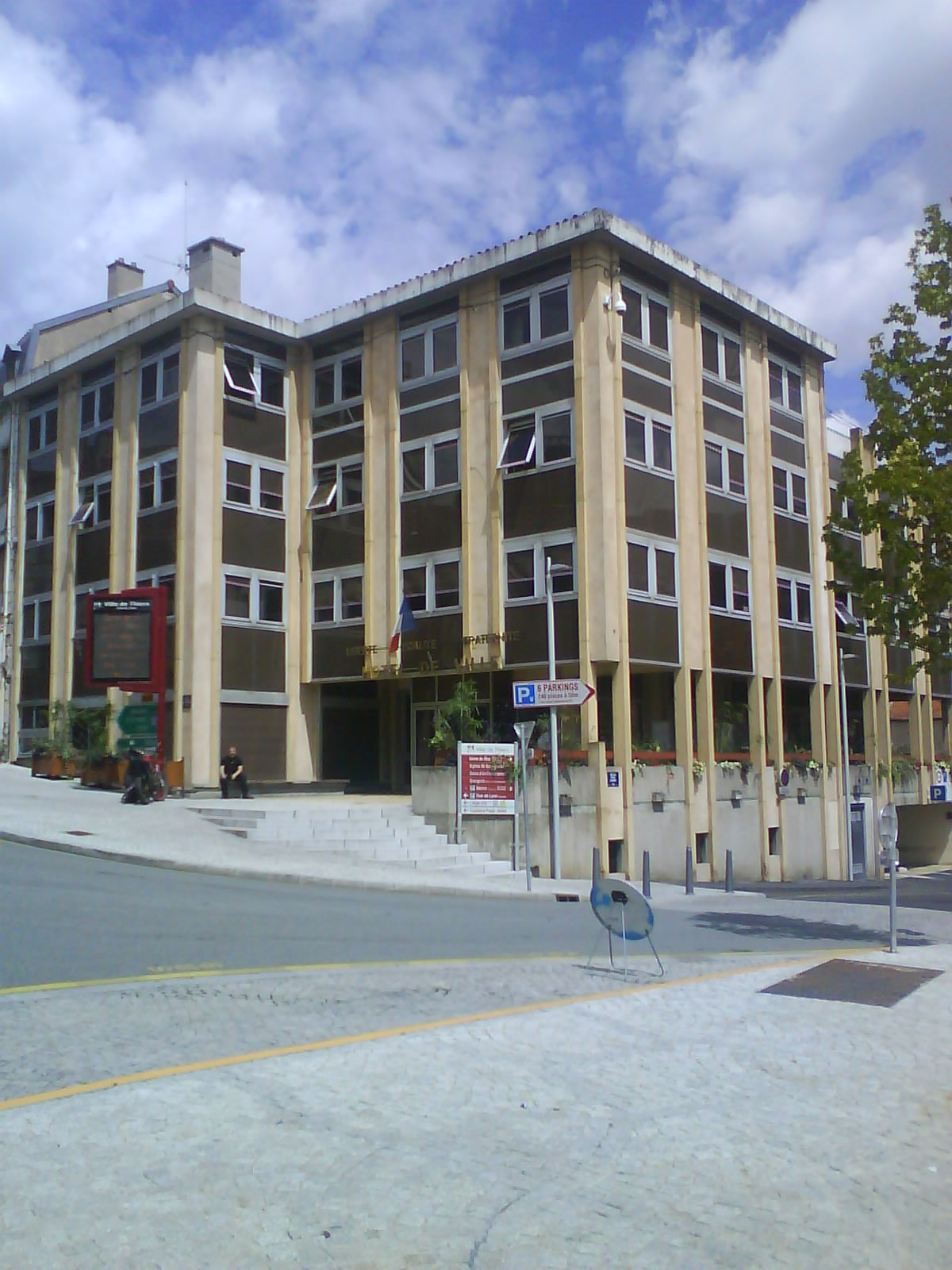
蒂耶尔市政厅

蒂耶尔的现任市长为斯特凡纳·罗迪耶先生（Stéphane Rodier），他是一名无党派人士，在2020年的市政选举中获得了43.39%的支持率。
在2017年的法国总统大选中，法国第25任总统埃马纽埃尔·马克龙在蒂耶尔获得了67.55%的支持率。
| 蒂耶尔历届市长 |                    |                                 |
| 任期           | 市长               | 党派                            |
| 1944年－1952年 | 安托南·沙斯泰尔    | SFIO工人国际法国支部            |
| 1952年－1971年 | 费尔南·索泽德      | SFIO工人国际法国支部 →PS社会党  |
| 1971年－1977年 | 勒内·巴尔内里亚    | UDF法国民主联盟 →PR法国共和人党 |
| 1977年－2001年 | 莫里斯·阿德瓦-珀夫 | PS社会党                        |
| 2001年－2014年 | 蒂耶里·代格隆      | DVD右翼无党派人士               |
| 2014年－2020年 | 克洛德·诺沃特尼    | PCF法国共产党                   |
| 2020年－       | 斯特凡纳·罗迪耶    | 無黨籍                          |

## 人口
2018年，蒂耶尔市镇人口数量为11,778，在法国排名第831位。其中男性5,680人，女性6,167人，75岁及以上人口占10.3%，外籍人口数量为2,629人，人口密度为265人/平方公里，当地居民被称为（男性）或（女性）。2019年，蒂耶尔境内出生105人，死亡人口133人。
| 年份   | 1936   | 1946   | 1954   | 1962   | 1968   | 1975   | 1982   | 1990   | 1999   | 2006   | 2011   | 2016   | 2018   |
| ------ | ------ | ------ | ------ | ------ | ------ | ------ | ------ | ------ | ------ | ------ | ------ | ------ | ------ |
| 人口數 | 16,181 | 15,409 | 16,243 | 16,369 | 16,623 | 16,567 | 16,018 | 14,832 | 13,338 | 12,194 | 11,232 | 11,700 | 11,778 |

## 经济

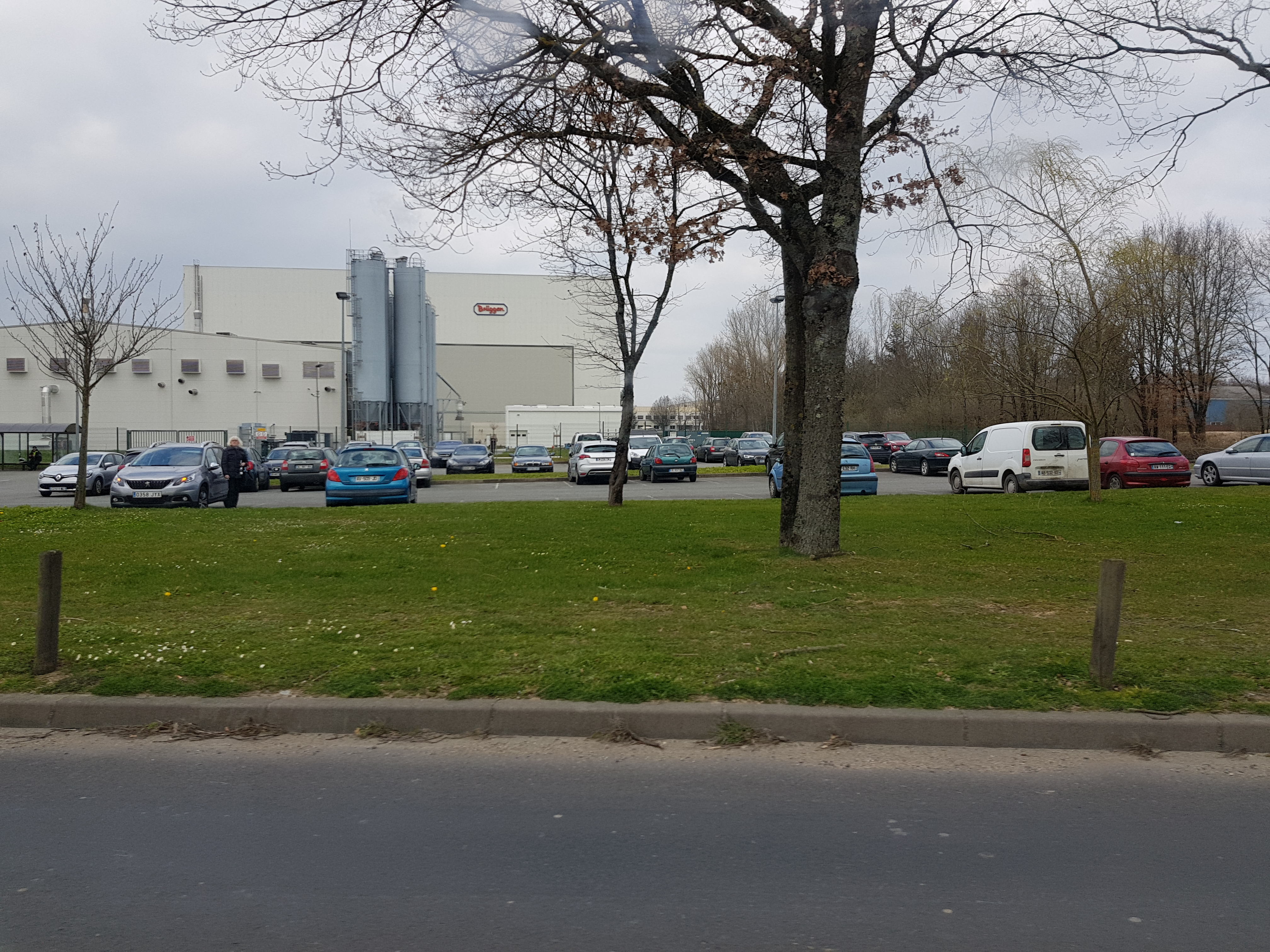
蒂耶尔境内的一处工业区

蒂耶尔是一个区域性的中心城市，当地共有各类用人单位1,842家，平均历史为19年，其中97.52%为中小型企业（PME）。（公路货运）、（铁制品加工）及（公路货运）是当地2019年营业额最高的三个企业，分别为84,677,097欧元、41,711,744欧元和26,174,637欧元。

## 财政收入
2019年，蒂耶尔的财政收入总额为19,585,700欧元，财政支出总额为17,980,900欧元，当年的债务总额为17,485,700欧元。2020年，蒂耶尔共获得1,619,349欧元的国家财政补助，比上一年增加了0.01%。
2015年，蒂耶尔的人均月收入总额为2,073欧元，其中高级职员为4,053欧元，低于法国平均水平（4,103欧元）；中级职员为2,393欧元，高于法国平均水平（2,311欧元）；普通职员为1,768欧元，亦高于法国平均水平（1,662欧元）。
2017年，蒂耶尔境内的青壮年（15至64岁）失业率为21.9%，当地40.6%的家庭拥有纳税资格，平均纳税1,870欧元，低于法国平均水平（3,888欧元）。

## 社会事务

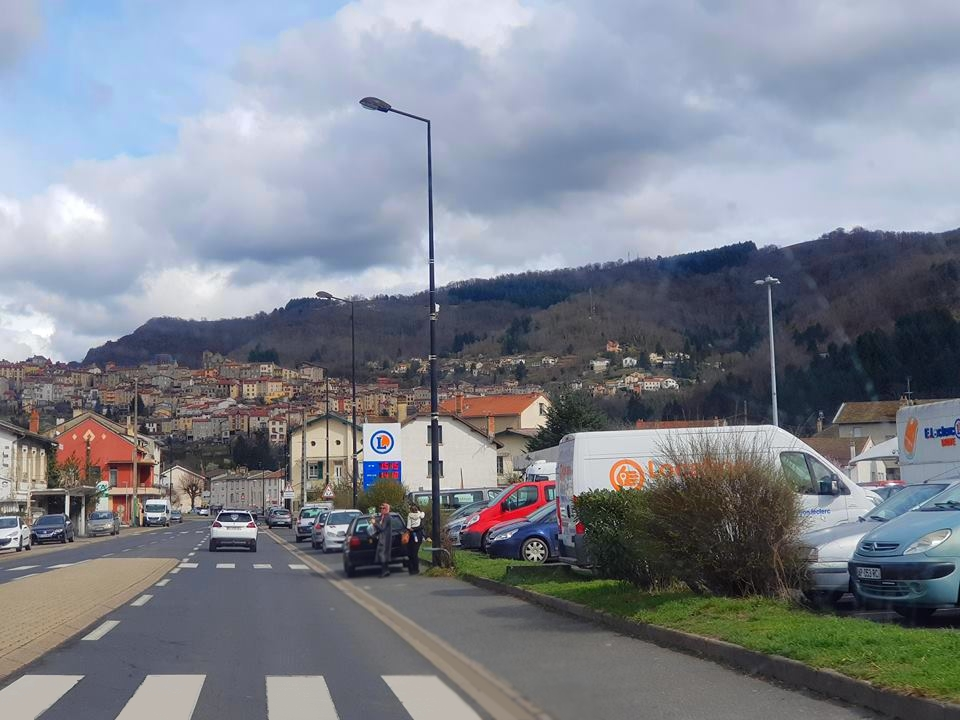
拉格朗日大街

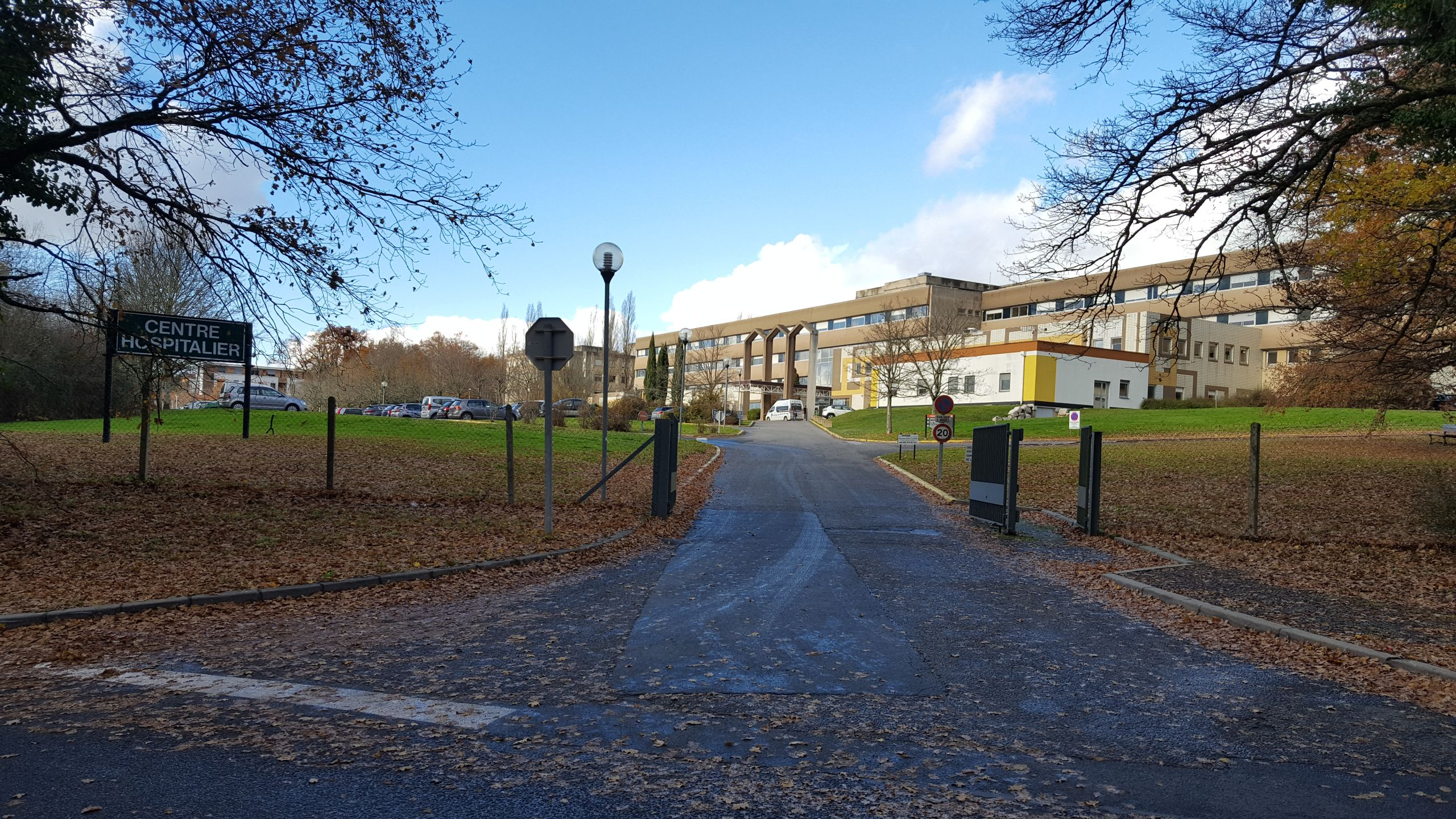
蒂耶尔中心医院

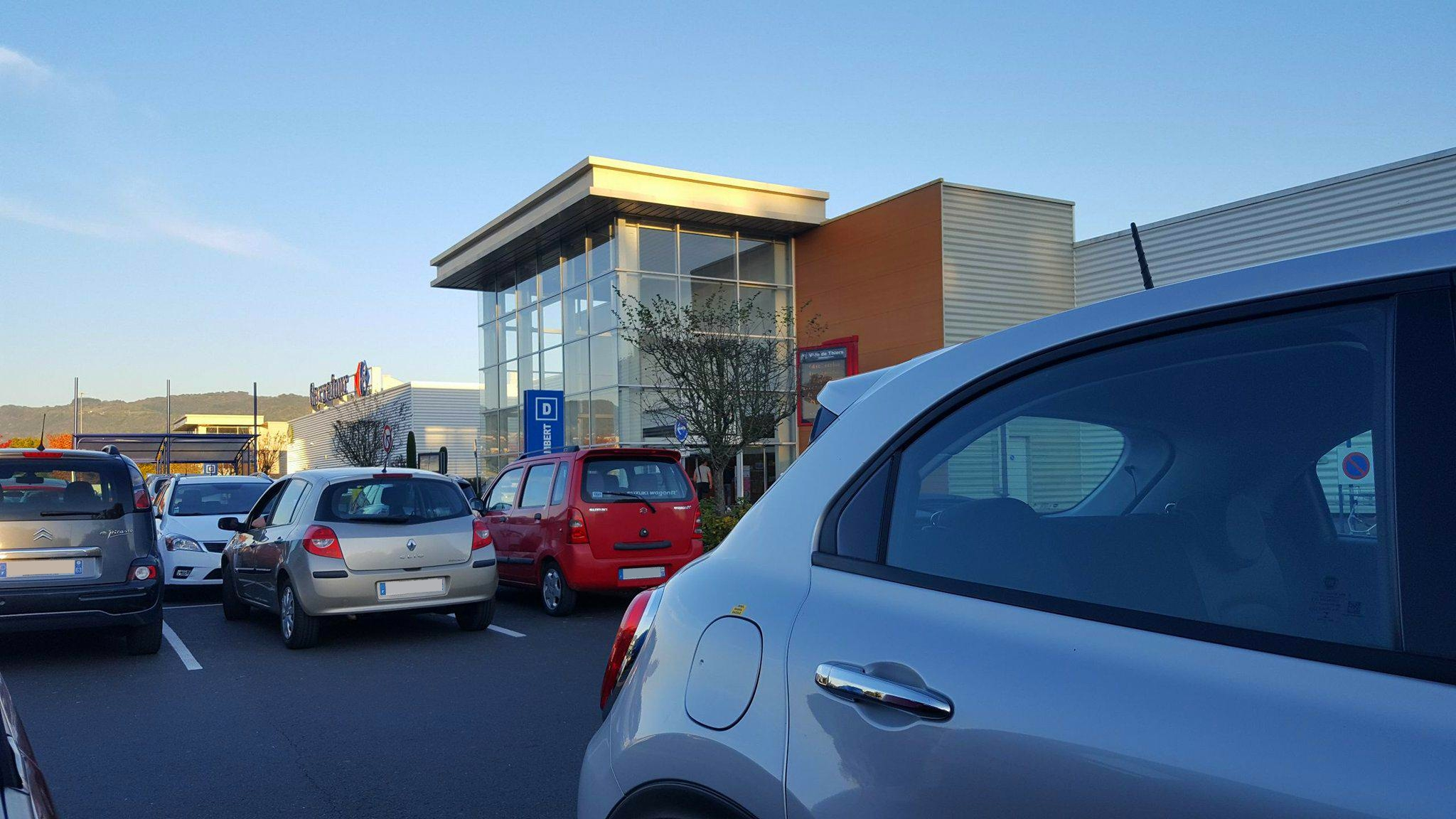
蒂耶尔市区西部的拉维雷讷商业中心

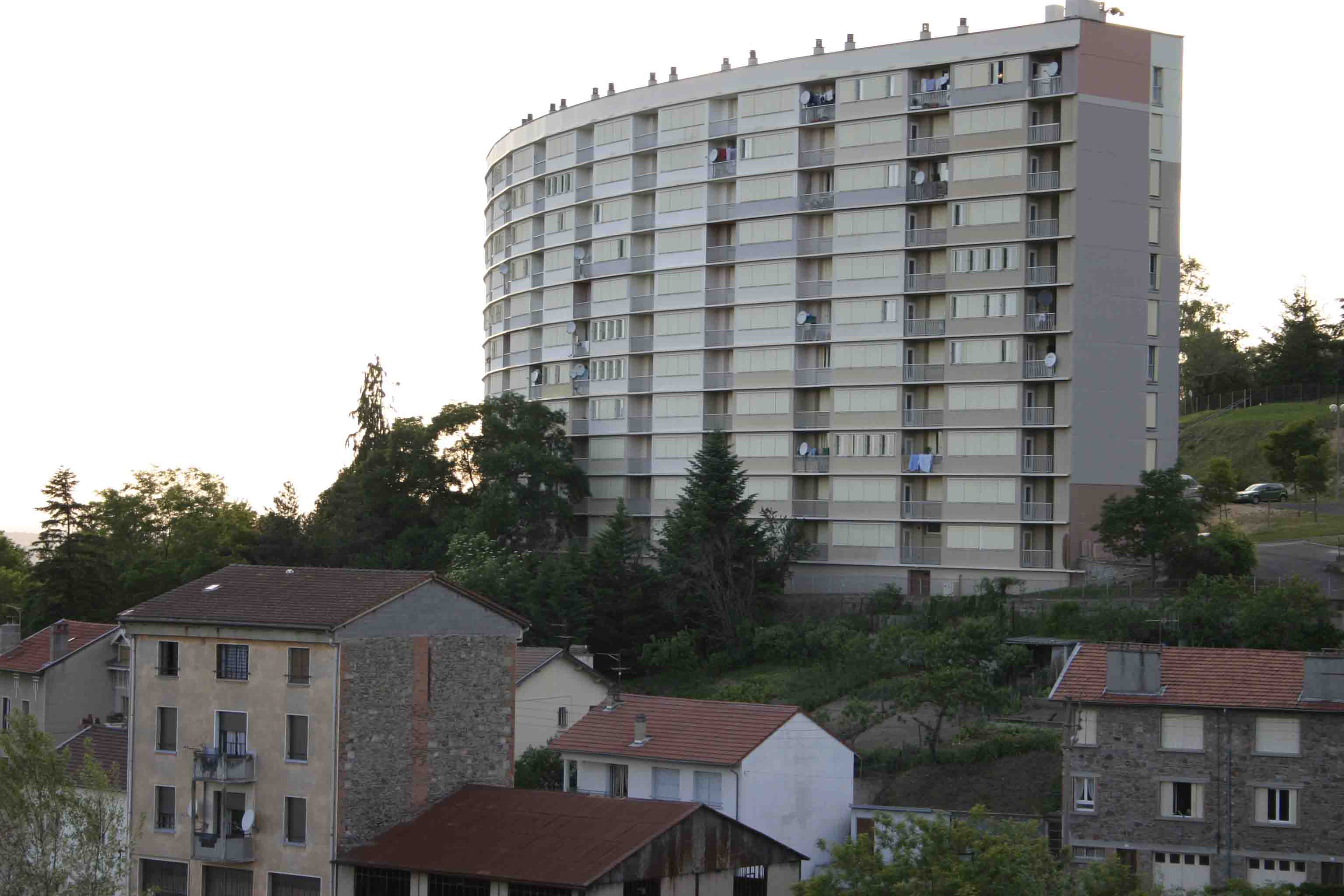
蒂耶尔的一处现代居民建筑

### 教育
蒂耶尔属于克莱蒙费朗学区。截止2019年1月1日，蒂耶尔境内共有1所幼儿园、8所小学、2所初级中学、2所普通高中和1所职业高中。2018至2019学年度，蒂耶尔境内共有在校中等教育阶段学生1,661名。
在高等教育方面，奥弗涅职业培训中心（CFAI）在蒂耶尔设有一个校区。

### 医疗
截止2019年1月1日，蒂耶尔境内共有全科医生9名、保健师11名、牙医4名、护士14名、皮肤科医生1名、助产士3名和妇科医生2名。境内共有药房5家和养老院1家。
蒂耶尔中心医院是法国的一个区域性医疗机构，其主病区位于蒂耶尔市区，设有床位396个，是当地规模最大的公立综合性医院。

### 住房
2017年，蒂耶尔境内共有各类住房7,294套，其中56.6%为独立式居民区，42.4%为集中式居民区。常住房屋占蒂耶尔市镇范围内居民建筑总量的76.4%。
在住房保障政策方面，2017年，蒂耶尔境内共有1,782户家庭获得了住房经济补助，受益人数占总人口数量的15%，其中1,651份为房租补助。

### 商业
2019年，蒂耶尔境内共有各类实体商铺420家，其中餐厅56家、大型超市8家、杂货店7家、面包房8家、肉铺4家、书店3家、装饰品店1家、银行门店13家、美容美发店19家、汽车维修店36家。市区西南部建有“拉瓦雷讷”（La Varenne）大型开放式商业街区。

### 体育
2019年，蒂耶尔境内共有2家游泳池、3间体育馆、1座综合体育场、10处网球场、3处马术场、5处足球或橄榄球场以及1处篮球或排球场。安托南·沙斯泰勒球场可同时容纳超过2,500名观众，是当地规模最大的体育设施。
截至2021年3月，蒂耶尔境内共有三家注册足球俱乐部，其中一家为五人制足球队。

### 环境
蒂耶尔的环境事务由其所属的公共社区负责。2019年，蒂耶尔境内共有4家污染企业。

### 治安
2019年，蒂耶尔市镇范围内有1处宪兵队。
2014年，蒂耶尔及附近地区共发生各类案件2,076起，其中盗窃类案件1,367起，经济类案件196起，毒品交易类案件62起。

## 文化
2019年，蒂耶尔境内共有1家剧场、1家电影院、1家博物馆和1家音乐厅。蒂耶尔市政府提供多媒体中心，向公众全年开放。

### 建筑
蒂耶尔境内有多处历史建筑，其中蒂耶尔刀具博物馆、圣热内斯教堂等24处建筑为法国国家文物保护单位。天地剧场则是当地的代表性现代建筑物。

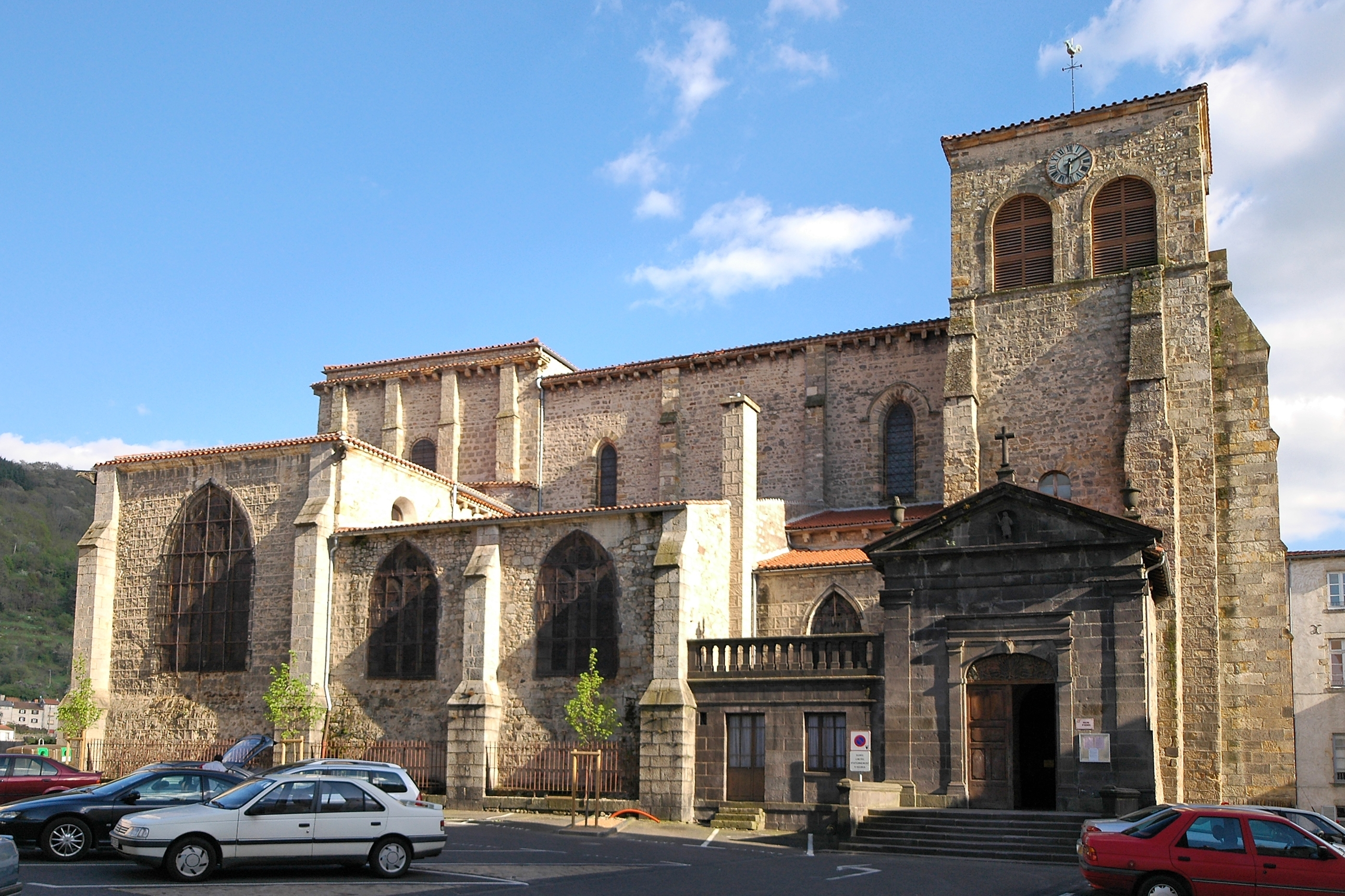
圣热内斯教堂（法语：Église Saint-Genès de Thiers）
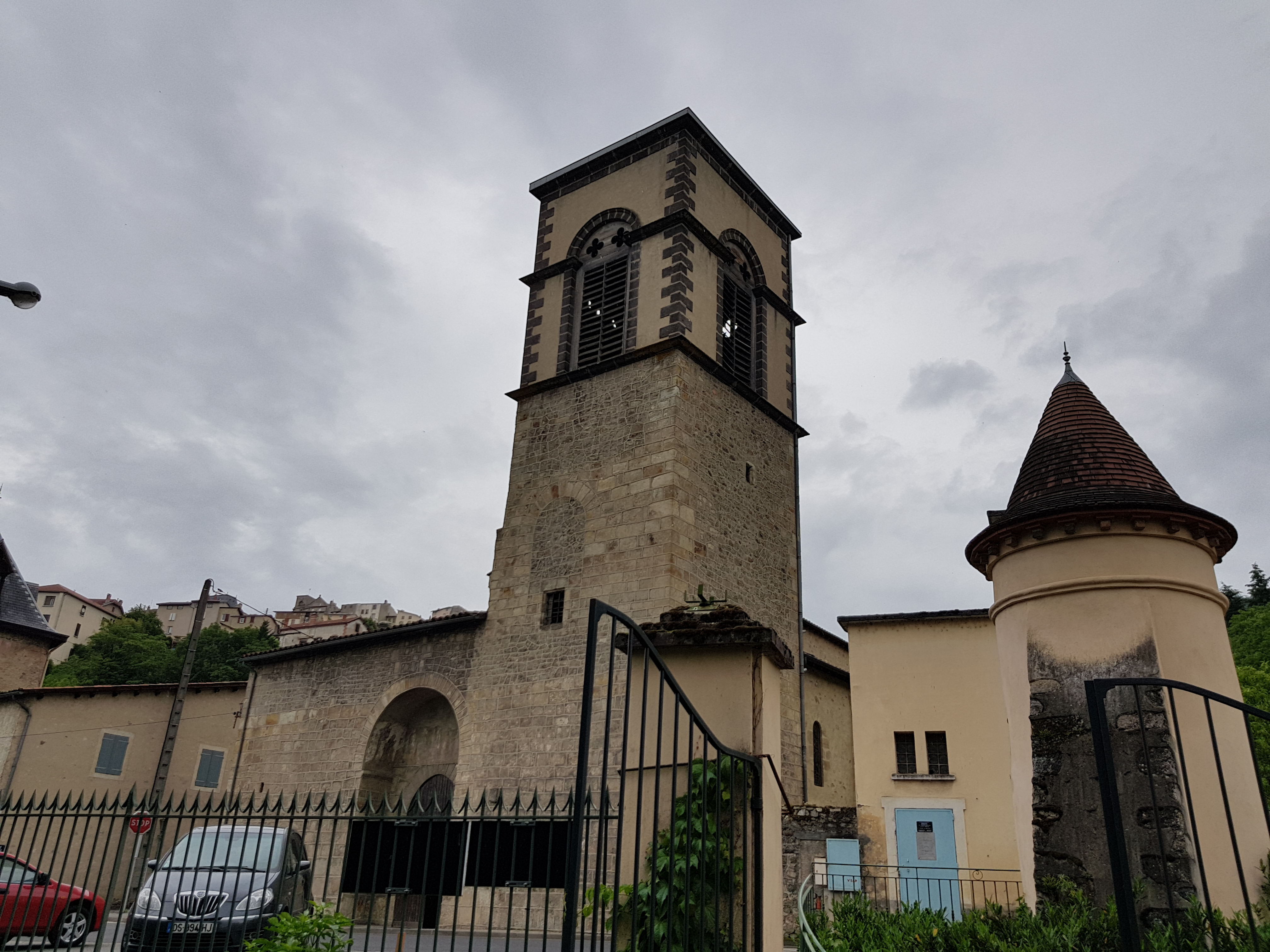
穆捷修道院（法语：Abbaye du Moutier）
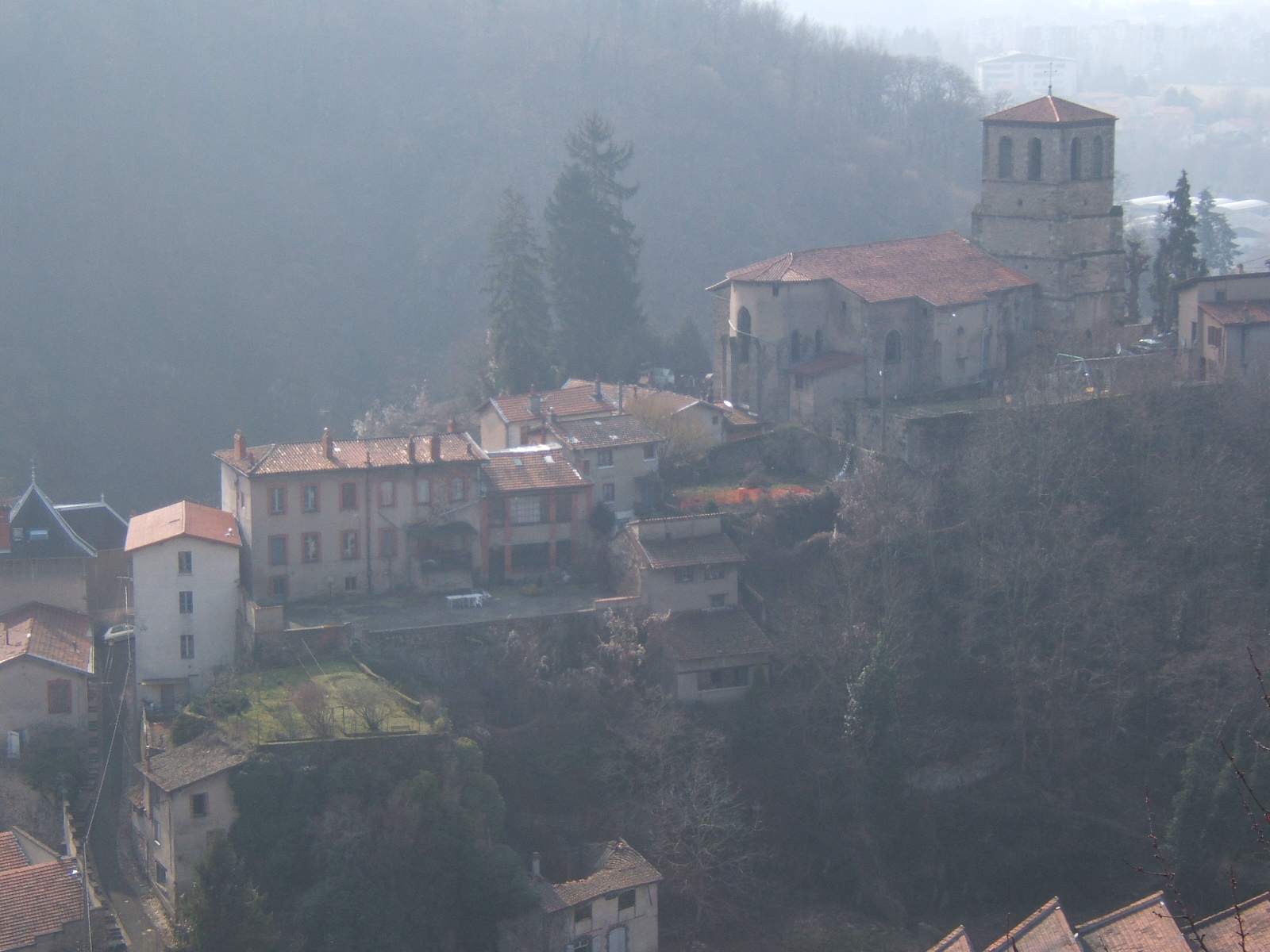
圣让教堂
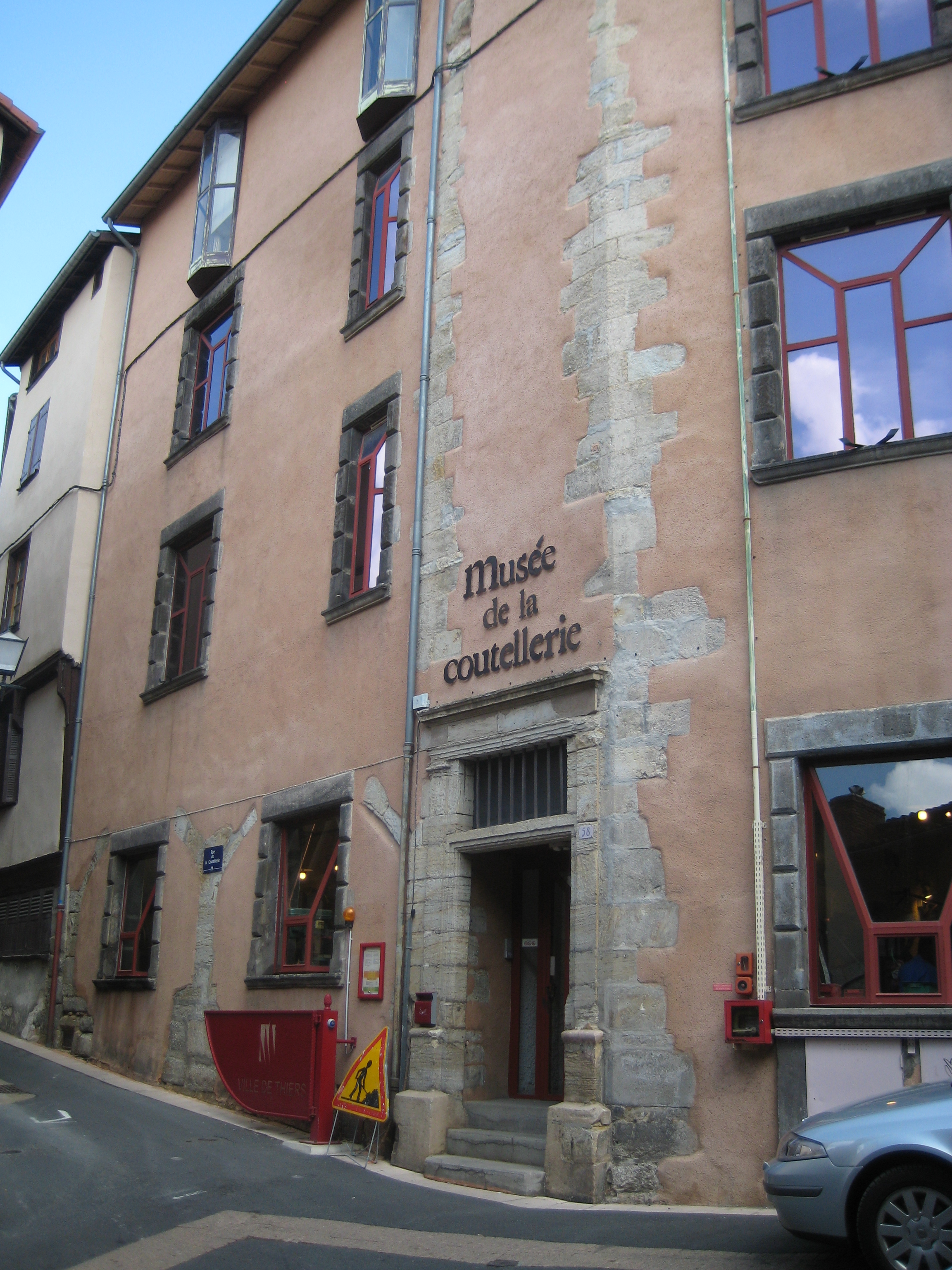
蒂耶尔刀具博物馆（法语：Musée de la coutellerie de Thiers）
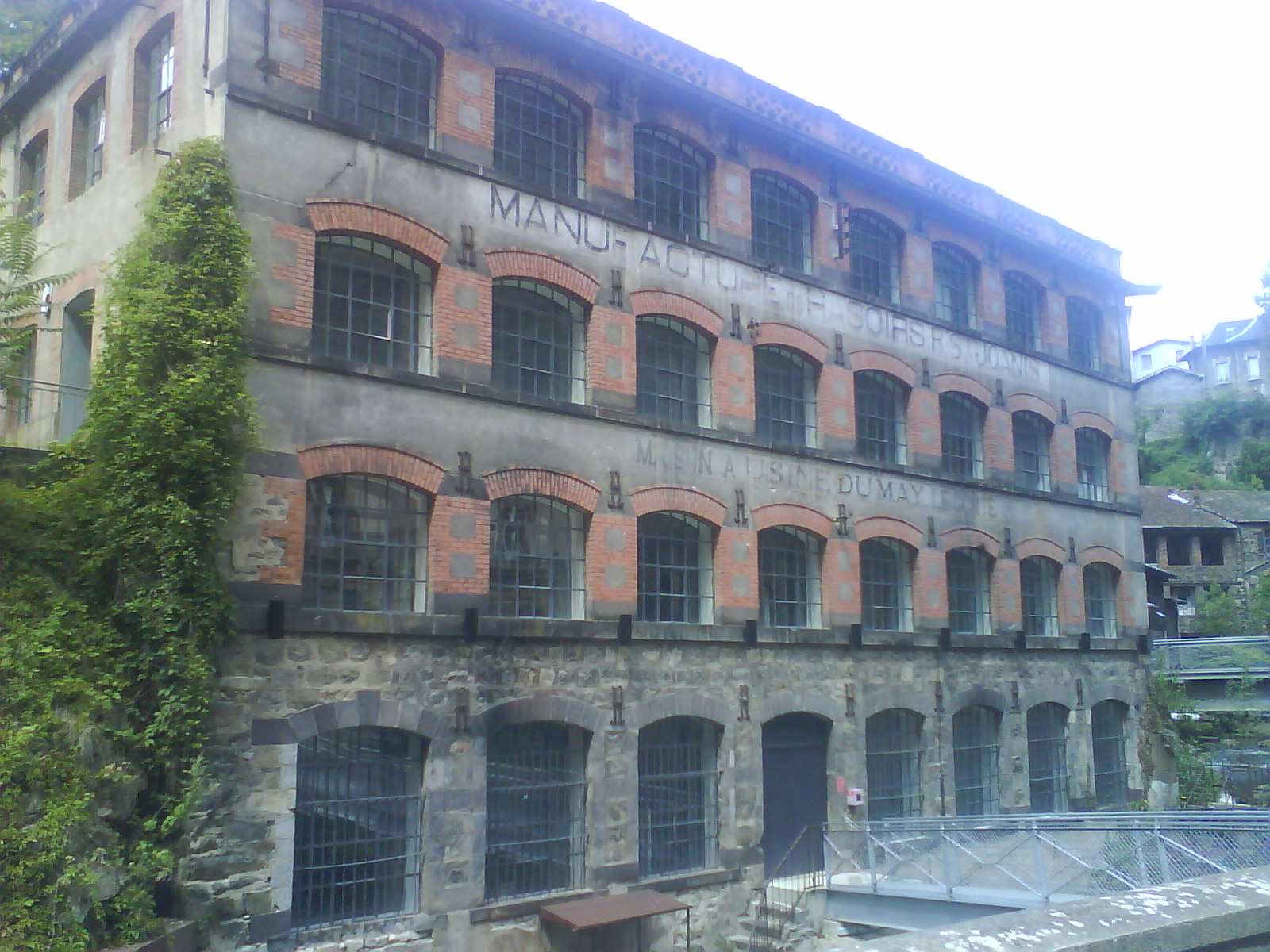
勒迈广场旧址
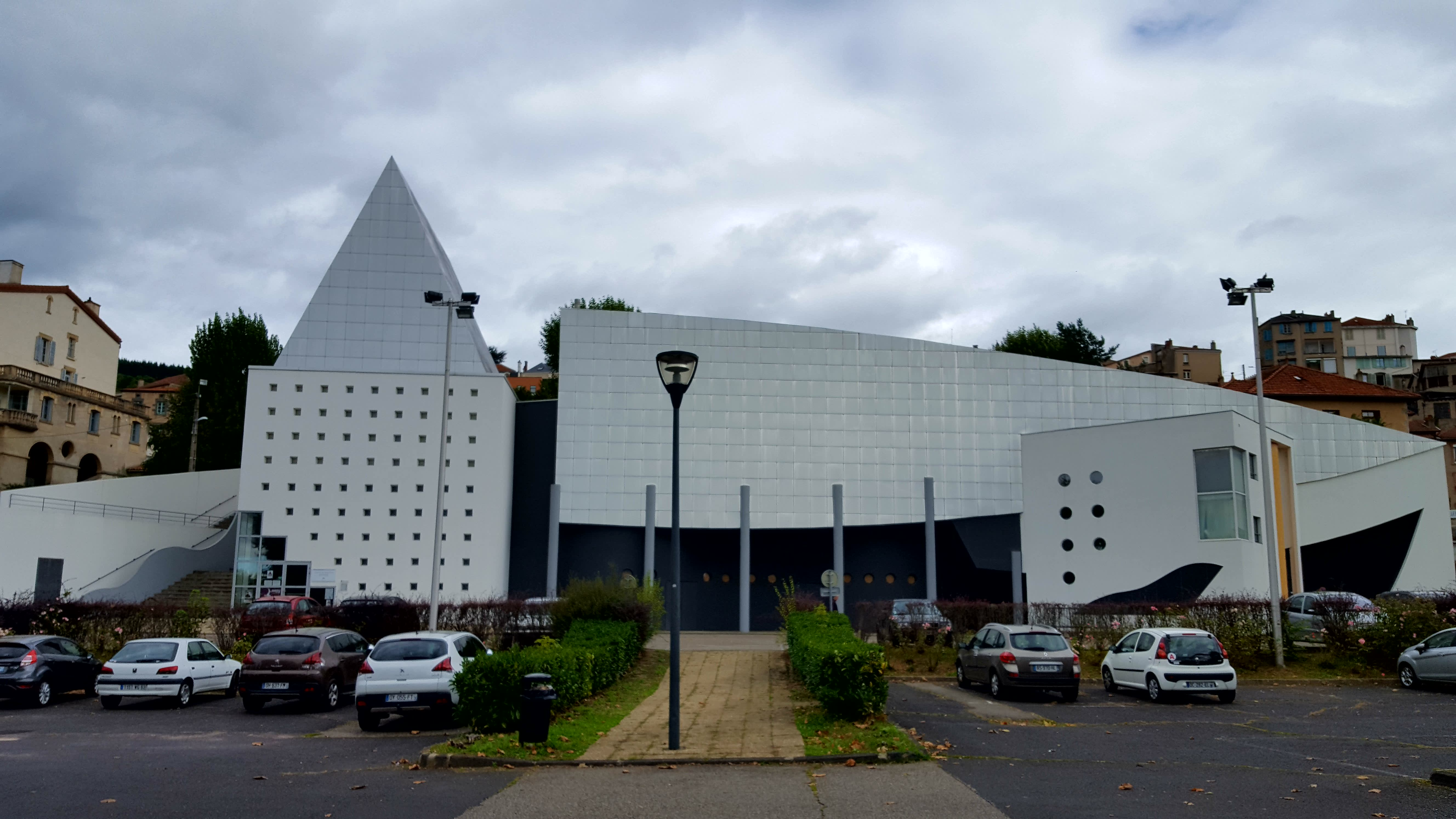
天地剧场（法语：Salle Espace）

### 旅游
蒂耶尔的旅游事务由其所属的公共社区负责。2020年，蒂耶尔境内共有6家宾馆共计157间房间；另有1个露营地，可容纳共46辆露营车。

### 媒体
法国主要的媒体均可在蒂耶尔接收，法国电视三台下属的奥弗涅-罗讷-阿尔卑斯大区频道在部分时段播出蒂耶尔所属区域的地方新闻。

## 相关人物
法国天主教圣人艾蒂安·德米雷、政治家让-雅克·贝尔热、生物学家安托万·吉耶莫、女记者克莱尔·沙扎尔、演员齐内丁·苏阿莱穆和足球运动员吕多维克·热内出生于蒂耶尔。

## 友好城市
截至2021年3月，蒂耶尔共与两座城市互为友好城市关系：
- 德国 施罗本豪森
- 英格兰 布里奇诺斯